# Neuseeländische Frauen-Cricket-Nationalmannschaft in Sri Lanka in der Saison 2023
Die Tour der neuseeländischen Frauen-Cricket-Nationalmannschaft nach Sri Lanka in der Saison 2023 fand vom 27. Juni bis zum 12. Juli 2023 statt. Die internationale Cricket-Tour war Bestandteil der Internationalen Cricket-Saison 2023 und umfasste drei WODIs und drei WTwenty20. Die WODIs waren Teil der ICC Women’s Championship 2022–2025. Sri Lanka gewann die WODI-Serie 2–1 und Neuseeland die WT20-Serie 2–1.

## Vorgeschichte
Sri Lanka spielte zuvor eine Tour gegen Bangladesch, für Neuseeland war es die erste Tour der Saison. Das letzte Aufeinandertreffen der beiden Mannschaften bei einer Tour fand in der Saison 2015/16 in Neuseeland statt.

## Stadion
Die folgenden Stadien wurden für das Turnier ausgewählt.
| Stadion                                 | Stadt   | Kapazität | Spiele        |
| --------------------------------------- | ------- | --------- | ------------- |
| Paikiasothy Saravanamuttu Stadium (PSS) | Colombo | 15.000    | 1. – 3. WT20  |
| Galle International Stadium             | Galle   | 35.000    | 1. – 3. WODI; |

## Kaderlisten
Sri Lanka benannte seine Kader am 24. Juni 2023.
| WODI | WODI | WTwenty20 | WTwenty20 |
| Sri Lanka | Neuseeland | Sri Lanka | Neuseeland |
| --- | --- | --- | --- |
| - Chamari Athapaththu (K) - Nilakshi de Silva - Kavisha Dilhari - Imesha Dulani - Vishmi Gunaratne - Hansima Karunaratne - Kawya Kavindi - Sugandika Kumari - Hasini Perera - Udeshika Prabodhani - Inoshi Priyadharshani - Oshadi Ranasinghe - Inoka Ranaweera - Harshitha Samarawickrama - Anushka Sanjeewani (wk) | - Sophie Devine (K) - Suzie Bates - Bernadine Bezuidenhout (wk) - Eden Carson - Izzy Gaze (wk) - Maddy Green (wk) - Brooke Halliday - Fran Jonas - Leigh Kasperek - Amelia Kerr - Jess Kerr - Rosemary Mair - Molly Penfold - Georgia Plimmer - Hannah Rowe - Lea Tahuhu | - Chamari Athapaththu (K) - Nilakshi de Silva - Kavisha Dilhari - Imesha Dulani - Vishmi Gunaratne - Hansima Karunaratne - Kawya Kavindi - Sugandika Kumari - Hasini Perera - Udeshika Prabodhani - Inoshi Priyadharshani - Oshadi Ranasinghe - Inoka Ranaweera - Harshitha Samarawickrama - Anushka Sanjeewani (wk) | - Sophie Devine (K) - Suzie Bates - Bernadine Bezuidenhout (wk) - Eden Carson - Izzy Gaze (wk) - Maddy Green (wk) - Brooke Halliday - Fran Jonas - Leigh Kasperek - Amelia Kerr - Jess Kerr - Rosemary Mair - Molly Penfold - Georgia Plimmer - Hannah Rowe - Lea Tahuhu |

## Women’s One-Day Internationals

### Erstes WODI in Galle
| 27. Juni Scorecard | Galle | Neuseeland 170-5 (28/28)                     | – | Sri Lanka 172-1 (27/28) |
|                    |       | Sri Lanka gewinnt mit 9 Wickets (D/L method) |   |                         |

Neuseeland gewann den Münzwurf und entschied sich als Schlagmannschaft zu beginnen. Als Spielerin des Spiels wurde Chamari Athapaththu ausgezeichnet.

### Zweites WODI in Galle
| 30. Juni Scorecard | Galle | Neuseeland 329-7 (50)           | – | Sri Lanka 218 (48.4) |
|                    |       | Neuseeland gewinnt mit 111 Runs |   |                      |

Neuseeland gewann den Münzwurf und entschied sich als Schlagmannschaft zu beginnen. Als Spielerin des Spiels wurde Sophie Devine ausgezeichnet.

### Drittes WODI in Galle
| 3. Juli Scorecard | Galle | Neuseeland 127-2 (31/31)                     | – | Sri Lanka 196-2 (26.5/29) |
|                   |       | Sri Lanka gewinnt mit 8 Wickets (D/L method) |   |                           |

Neuseeland gewann den Münzwurf und entschied sich als Schlagmannschaft zu beginnen. Als Spielerin des Spiels wurde Chamari Athapaththu ausgezeichnet.

## Women’s Twenty20 International

### Erstes WTwenty20 in Colombo
| 8. Juli Scorecard | Colombo (PSS) | Sri Lanka 106-9 (20)             | – | Neuseeland 107-5 (18.5) |
|                   |               | Neuseeland gewinnt mit 5 Wickets |   |                         |

Neuseeland gewann den Münzwurf und entschied sich als Feldmannschaft zu beginnen. Als Spielerin des Spiels wurde Suzie Bates ausgezeichnet.

### Zweites WTwenty20 in Colombo
| 10. Juli Scorecard | Colombo (PSS) | Sri Lanka 118-6 (20)             | – | Neuseeland 119-2 (18.4) |
|                    |               | Neuseeland gewinnt mit 8 Wickets |   |                         |

Neuseeland gewann den Münzwurf und entschied sich als Feldmannschaft zu beginnen. Als Spielerin des Spiels wurde Lea Tahuhu ausgezeichnet.

### Drittes WTwenty20 in Colombo
| 12. Juli Scorecard | Colombo (PSS) | Neuseeland 140-9 (20)            | – | Sri Lanka 143-0 (14.3) |
|                    |               | Sri Lanka gewinnt mit 10 Wickets |   |                        |

Sri Lanka gewann den Münzwurf und entschied sich als Feldmannschaft zu beginnen. Als Spielerin des Spiels wurde Chamari Athapaththu ausgezeichnet.

## Auszeichnungen

### Player of the Series
Als Player of the Series wurden der folgende Spieler ausgezeichnet.
| Serie | Player of the Series |
| ----- | -------------------- |
| WODI  | Chamari Athapaththu  |
| WT20  | Suzie Bates          |

### Player of the Match
Als Player of the Match wurden die folgenden Spielerinnen ausgezeichnet.
| Spiel   | Player of the Match |
| ------- | ------------------- |
| 1. WODI | Chamari Athapaththu |
| 2. WODI | Sophie Devine       |
| 3. WODI | Chamari Athapaththu |
| 1. WT20 | Suzie Bates         |
| 2. WT20 | Lea Tahuhu          |
| 3. WT20 | Chamari Athapaththu |